# Geolycosa vultuosa
Geolycosa vultuosa là một loài nhện trong họ Lycosidae.
Loài này thuộc chi Geolycosa. Geolycosa vultuosa được Carl Ludwig Koch miêu tả năm 1838.